# وليد كركبي
وليد كركبي معماري فلسطيني من عرب 48 (مواليد مدينة حيفا)، حاصل على شهادة الهندسة المعمارية من سانت بترسبرغ، روسيا عام 1982. يشغل منصب رئيس المحافظة على الآثار في بلدية حيفا. وقد أصدر عدة دراسات وشارك في الكثير من الندوات التي تركز على مباني حيفا القديمة والتي أقدمت إسرائيل على هدم معظمها بعد عام 1948 بشكل ممنهج وعن المحاولات الحالية لإنقاذ ما يمكن إنقاذه من مبان والمحافظة عليها.